# 密克羅尼西亞褶唇魚
密克羅尼西亞褶唇魚，為輻鰭魚綱鱸形目隆頭魚亞目隆頭魚科的其中一種，分布於中西太平洋區，包括帛琉、加羅林群島、馬里亞納群島及馬紹爾群島海域，棲息深度7-33公尺，體長可達12公分，棲息在水質清澈的珊瑚礁區，以其他魚類身上的寄生蟲為食，生活習性不明，可做為觀賞魚。